# Stablaser
Ein Stablaser (englisch rod laser) ist ein Laser, dessen Lasermedium ein stabförmiger (zylinderförmiger) Kristall ist. Der Begriff wird heute allerdings kaum noch verwendet.

## Vor- und Nachteile
Bei Pulsen mit hoher Energie und kleiner Wiederholungsrate ist die mittlere Leistung des Stablasers klein, und die thermischen Effekte sind vernachlässigbar. Das große Kristallvolumen eines Stablasers bietet ein hohes Speichervermögen für Energie und daher hohe Pulsenergien.
Ein Stablaser benötigt jedoch einen massiven Aufbau für die Kühlung, wodurch die cw-Leistung und der Wirkungsgrad eingeschränkt werden. Zusätzlich können Temperaturunterschiede im Material den Brechungsindex ändern und dadurch die Strahlungsqualität vermindern.